# 基隆水族館
基隆水族館創立於臺灣日治時期大正五年（1916年），是臺灣第一座水族館。最初位於基隆哨船頭197番地之55（今基隆市義一路的六福晶華大廈一帶），後來因始政四十周年紀念而改設於大沙灣海水浴場（入船町四丁目7番地之1），於二次世界大戰中遭到破壞，重建為今基隆市中正路上的臺灣港務公司基隆港務分公司員工訓練所。

## 沿革
該水族館是在大正五年（1916年）4月由臺灣勸業共進會所興建，隸屬於臺北廳，為高砂公園的附屬設施。館內有兩個大儲水槽，其中海水魚有14個展示區，淡水魚有8個展示區。據《臺北廳志》記載，該館於大正五年的開館天數是208天，共計有66891參觀人次，平均1天有322人參觀，而在大正六年（1917年）3月時，該館已飼養有171種魚類。
昭和十年（1935年），基隆市勸業協進會因始政四十周年記念臺灣博覽會的舉行，遂決定另覓新址遷建水族館。最後館址為入船町四丁目7番地之1的大沙灣海水浴場，於該年6月1日動工，8月5日落成，最後於8月8日正式開館。新的基隆水族館周邊面積有1015坪，建物佔地172坪，耗資2萬5千圓，內部有兩座半圓大水槽，21座一般水槽，設有珊瑚礁展示區一處，過濾槽一座，淨水貯水槽一座，並有兩位表演的海女，此外館內還有商品販售處及餐廳。